# James E. Cantrill
James Edwards Cantrill (* 20. Juni 1839 im Bourbon County, Kentucky; † 5. April 1908 in Georgetown, Kentucky) war ein US-amerikanischer Politiker. Zwischen 1879 und 1883 war er Vizegouverneur des Bundesstaates Kentucky.

## Werdegang
Über die Jugend und Schulausbildung von James Cantrill ist nichts überliefert. Auch über seinen Werdegang jenseits der Politik gibt es in den Quellen keine Angaben. Während des Bürgerkrieges diente er als Hauptmann einer Kavallerieeinheit im Heer der Konföderation. Politisch war er Mitglied der Demokratischen Partei.
1878 wurde Cantrill an der Seite von Luke P. Blackburn zum Vizegouverneur von Kentucky gewählt. Dieses Amt bekleidete er zwischen 1879 und 1883. Dabei war er Stellvertreter des Gouverneurs und Vorsitzender des Staatssenats. Nach dem Ende seiner Zeit als Vizegouverneur ist er politisch nicht mehr in Erscheinung getreten. James Cantrill war der Vater des Kongressabgeordneten J. Campbell Cantrill (1870–1923). Er starb am 5. April 1908 in Georgetown im Scott County.